# نيلسون فاريا
نيلسون فاريا (بالبرتغالية: Nelson Faria‏) هو عازف جاز وعازف قيثارة برازيلي، ولد في 23 مارس 1963 في بيلو هوريزونتي في البرازيل.

## وصلات خارجية
- نيلسون فاريا على موقع ميوزك برينز (الإنجليزية)
- نيلسون فاريا على موقع ديسكوغز (الإنجليزية)